# Cyperus alternifolius
Pour les articles homonymes, voir Papyrus.
Espèce
Classification phylogénétique
Statut de conservation UICN

 LC  : Préoccupation mineure
Cyperus alternifolius ou Souchet à feuilles alternes, ou (faux) Papyrus est une espèce de plantes à fleurs de la famille des Cyperaceae, originaire de Madagascar et de l’Afrique de l’Est et australe.
Aussi appelée Plante ombelle, cette espèce est souvent vendue sous le nom commercial de « papyrus », terme impropre qui ne devrait être utilisé que pour désigner l'espèce Cyperus papyrus. Elle est cultivée un peu partout comme plante d’eau ou d'intérieur.

## Nomenclature et étymologie
Selon The Plant List, Cyperus alternifolius L. est un nom valide, donné par Linné en 1767, dans sa description de Mantissa Plantarum 1: 28–29.
Le nom de genre Cyperus est un emprunt au grec κυπειρος, kupeiros, via le latin cyperus, « souchet », principalement Souchet rond (Cyperus rotundus L.), et Souchet comestible (C. esculentus L.), cf. Varron, R.R. 3, 16, 13 ; Pline 21, 115 ; 117 etc..
L’épithète spécifique alternifolius est un nom composé des deux étymons de latin botanique, alternus, « alterne » et folium « feuille », donc « à feuilles alternes » en référence vraisemblablement aux bractées.

## Synonymes
Selon The Plant List, les synonymes de Cyperus alternifolius L. sont
- Cyperus onustus Steud.
- Cyperus racemosus Poir.
- Eucyperus alternifolius (L.) Rikli

L’espèce Cyperus involucratus Rottb. a longtemps été nommée Cyperus alternifolius L. À l’origine, elle est distribuée dans la péninsule arabique et en Afrique de l’Est et australe. Elle est utilisée comme plante ornementale. Les botanistes sont partagés pour savoir si Cyperus involucratus Rottb. est un nom valide ou pas.

## Description
Plante pérenne, poussant en touffe, pourvue d’un rhizome court et épais d’où émergent les tiges (chaumes). La partie aérienne peut dépérir en hiver sous l’effet du gel et redémarrer au printemps à partir du rhizome. Celui-ci est rampant, relativement court et atteint un diamètre de 2 à 10 cm. Les nouvelles tiges poussent à partir des nouveaux nœuds à l’extrémité du jeune rhizome, ce qui fait que la plante « migre » lentement.
Le Cyperus alternifolius forme des touffes denses de tiges brillantes et lisses terminées par des ombelles. Chaque tige est dressée et mesure de 1,5 à 7 mm de diamètre, et de 50 cm à 150 cm de hauteur, voire 3 m,; elle est cylindrique et plus ou moins à 3 angles obtus (triquêtre). Dans la classification phylogénétique, les Cyperaceae étant classées parmi les Poales, la tige est un chaume comportant des feuilles basilaires, portées par des gaines foliaires engainantes, vert pâle et mesurant la plupart des fois environ 20 cm.
Dans la partie inférieure de la tige, se trouvent des gaines foliaires entourant la tige, disposées en 3 rangées, coriaces, se terminant en pointe, rougeâtres à brun noirâtre dans la partie inférieure et devenant jaunâtres à gris vert. Les limbes des feuilles sont très réduits ou absents.
À l’extrémité de la tige se trouve une ombelle, sous-tendue par 11 à 18 bractées, vertes et en forme de feuilles disposées sur 3 rangs en spirale. Longtemps considérées comme des feuilles, les botanistes les traitent maintenant comme des bractées involucrales. Elles forment de longs rubans linéaires-lancéolées, au revers scabre, de 10 à 35 cm de long et de 3 à 14 mm de large.
À l’aisselle de certaines bractées, sort un rayon de longueur inférieure à la moitié de la bractée, portant une panicule d’épillets, de 5–20 mm de long sur 1–1,5 mm composée de 10 à 40 fleurs. Les fleurs sont groupées par trois. Elles portent 3 étamines et 3 stigmates.
Les fruits sont des nucules (de type noix) brunes à maturité, ellipsoïde à ovoïdes, d’environ 0,8 mm.
La floraison a lieu de mai-juin à septembre.

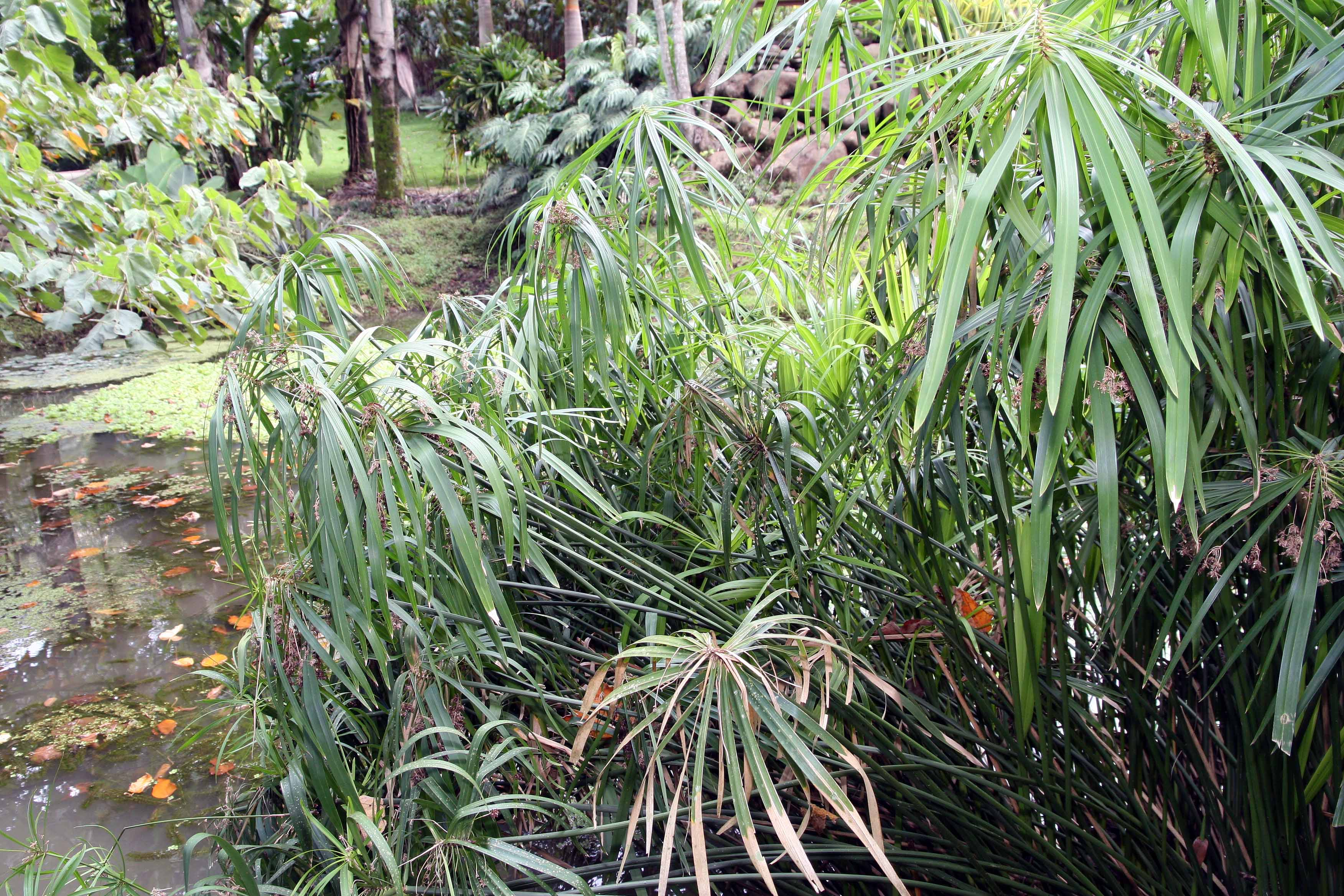
Cyperus alternifolius
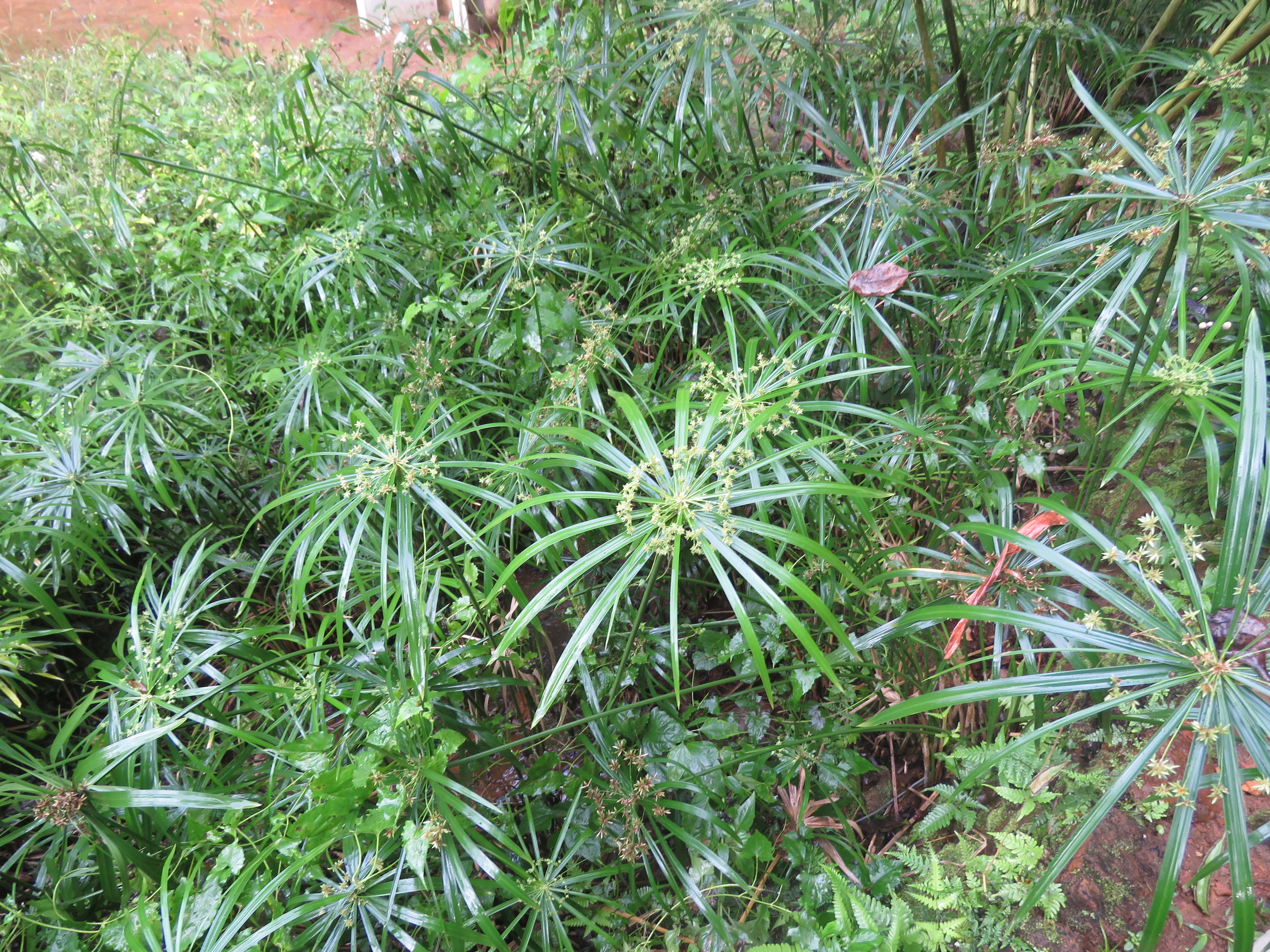
Touffe
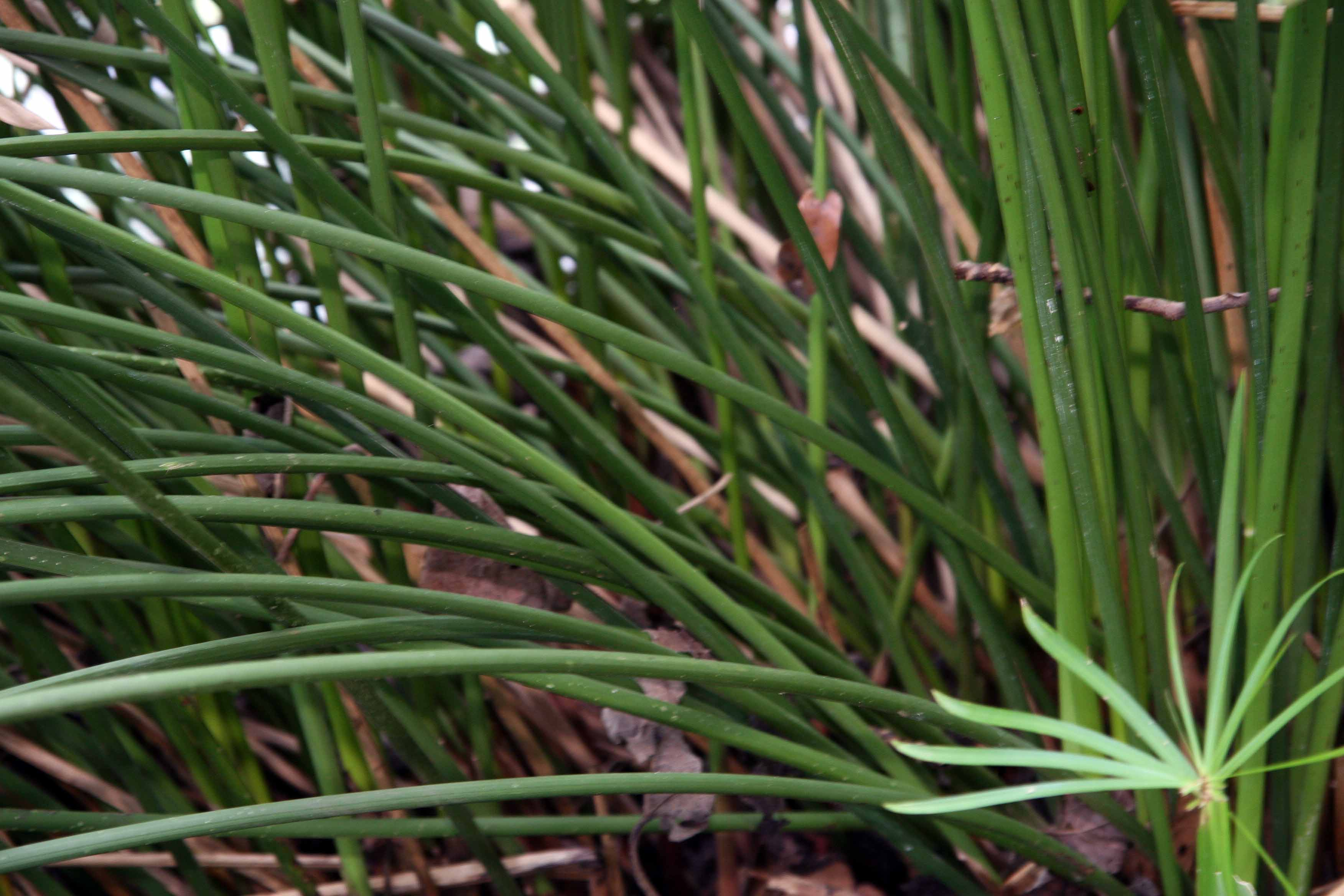
Chaumes cylindriques ± triquêtre
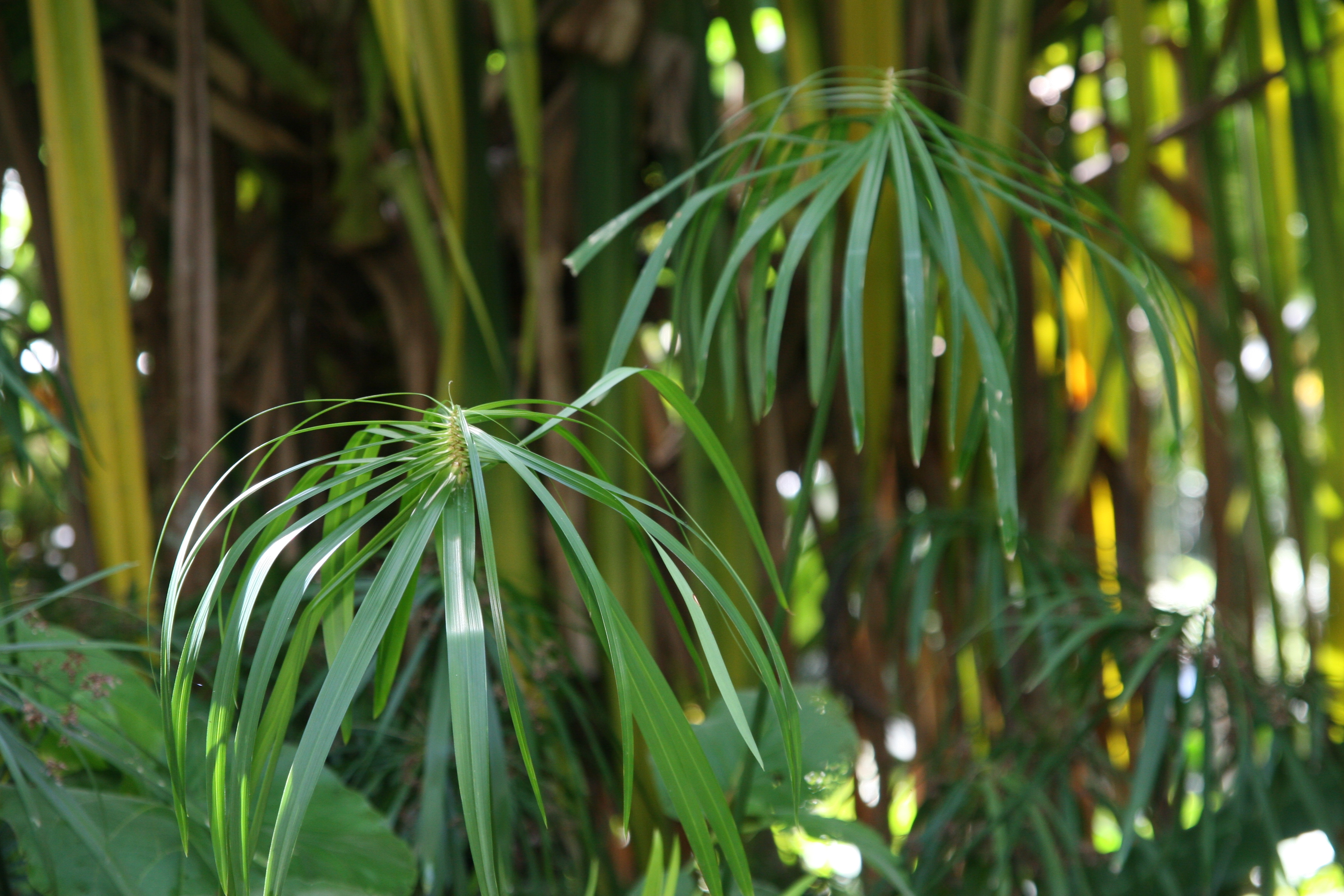
Ombelles, disposition des bractées de l'involucre
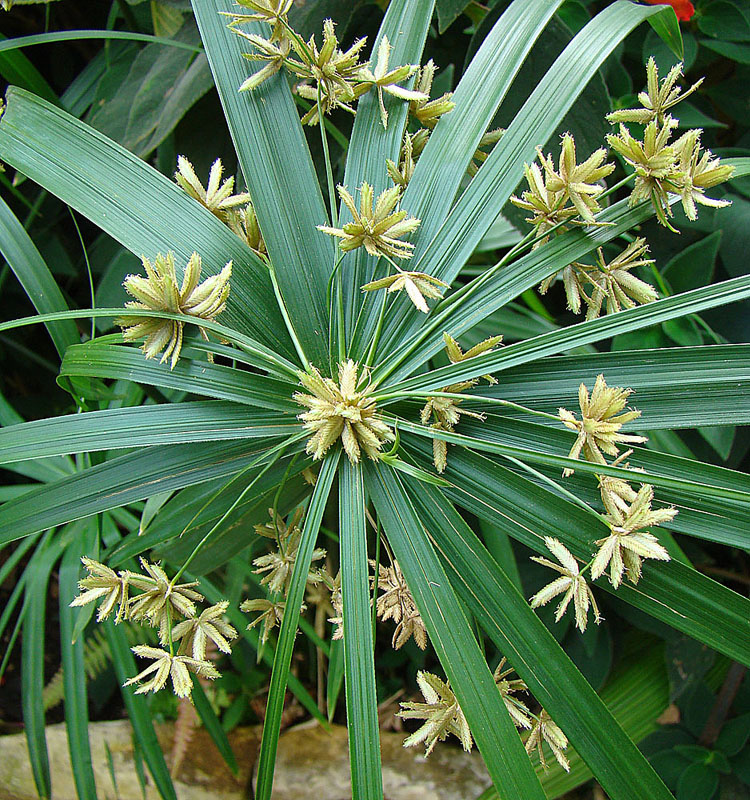
Ombelle avec inflorescences
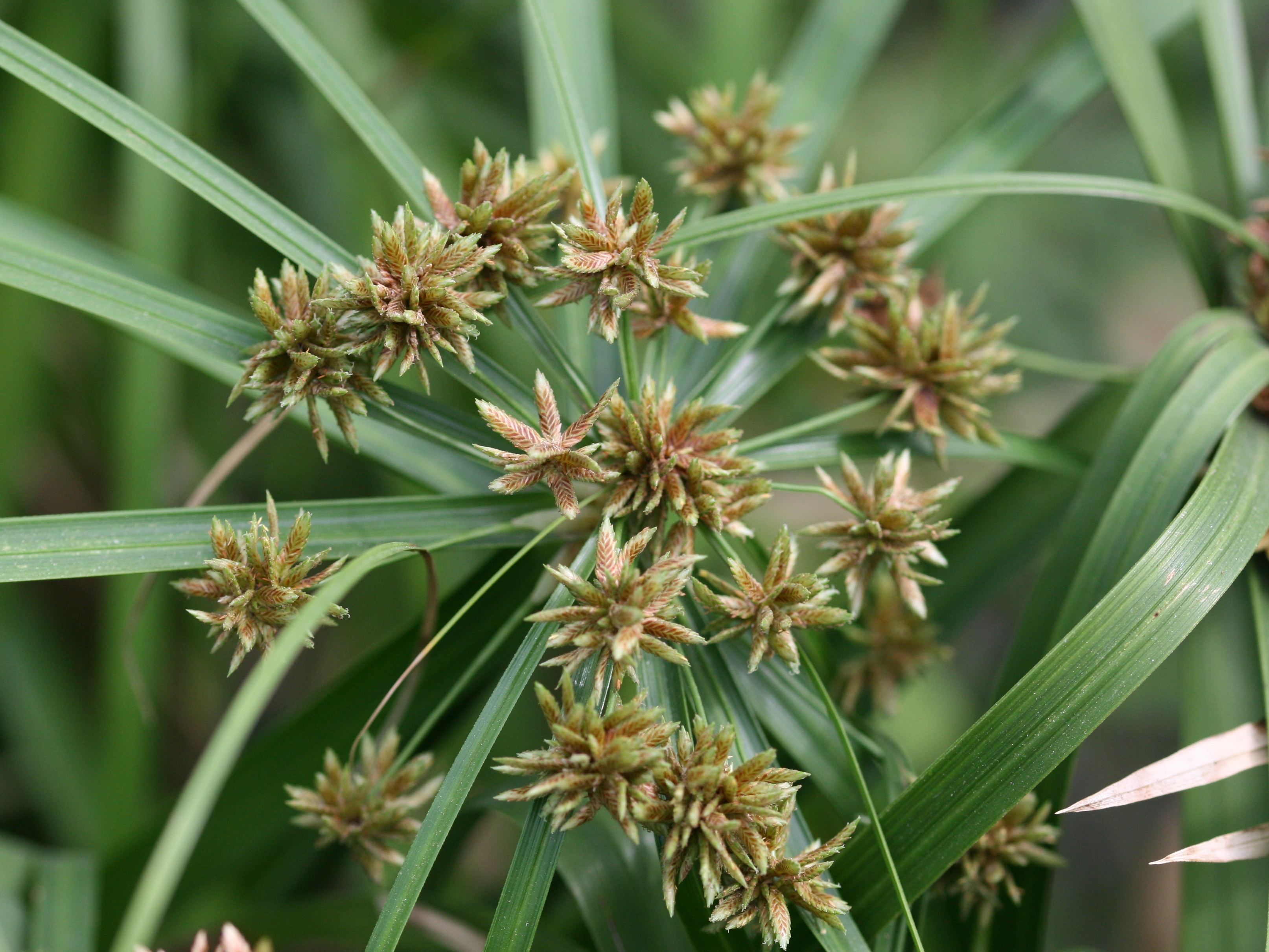
Épillets portant les fleurs
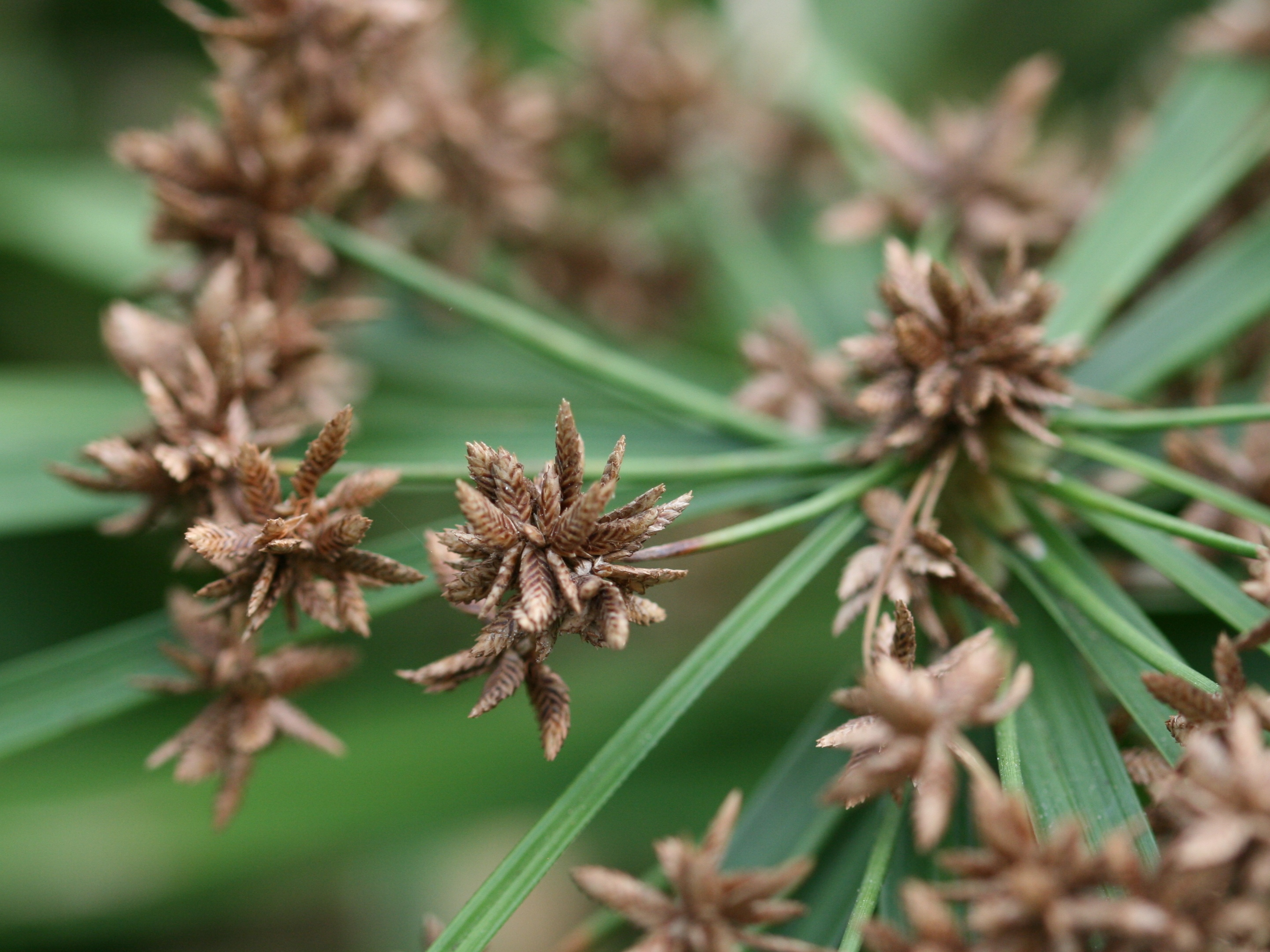

## Distribution
Cyperus alternifolius  est originaire en Afrique tropicale, Afrique de l’Est et en Afrique australe, à Madagascar, et dans la péninsule arabique. Selon Powo, sa distribution d’origine est : Angola, Bénin, Botswana, Burundi, Cameroun, Provinces du Cap, Tchad, Congo, Djibouti, Érythrée, Éthiopie, Ghana, Guinée, Kenya, KwaZulu-Natal, Libéria, Madagascar, Malawi, Mauritanie, Mozambique, Nigéria,Rwanda, Arabie saoudite, Sénégal, Sierra Leone, Somalie, Soudan, Tanzanie, Ouganda, Yémen, Zambie, Zaïre, Zimbabwe.
Il pousse en zones humides, le long des cours d'eau et des lacs.
Il a été importé dans de nombreux pays comme plante d'agrément.

## Sous-espèces
Cyperus alternifolius  comporte trois infraspécifiques valides, selon POWO:
- Cyperus alternifolius subsp. alternifolius
- Cyperus alternifolius subsp. flabelliformis Kük.
- Cyperus alternifolius subsp. textilis (Thunb.) Verloove

## Multiplication
Cyperus alternifolius peut se reproduire par bouturage: plonger une tige, bractées raccourcies, tête en bas dans l'eau va produire des racines puis de nouvelles tiges vers le haut.

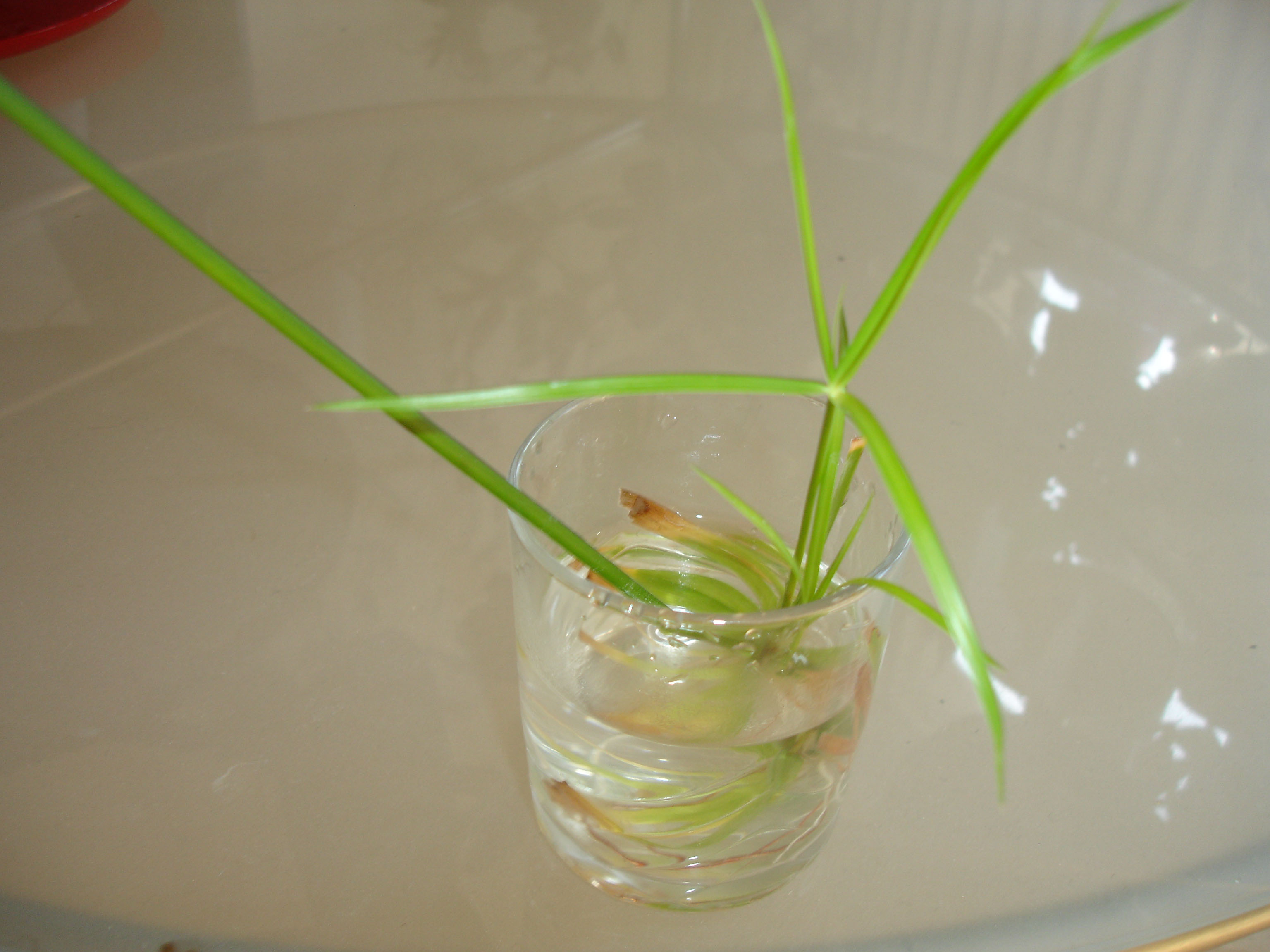
Mode de bouturage d'un sommet de tige, placée à l'envers dans l'eau.
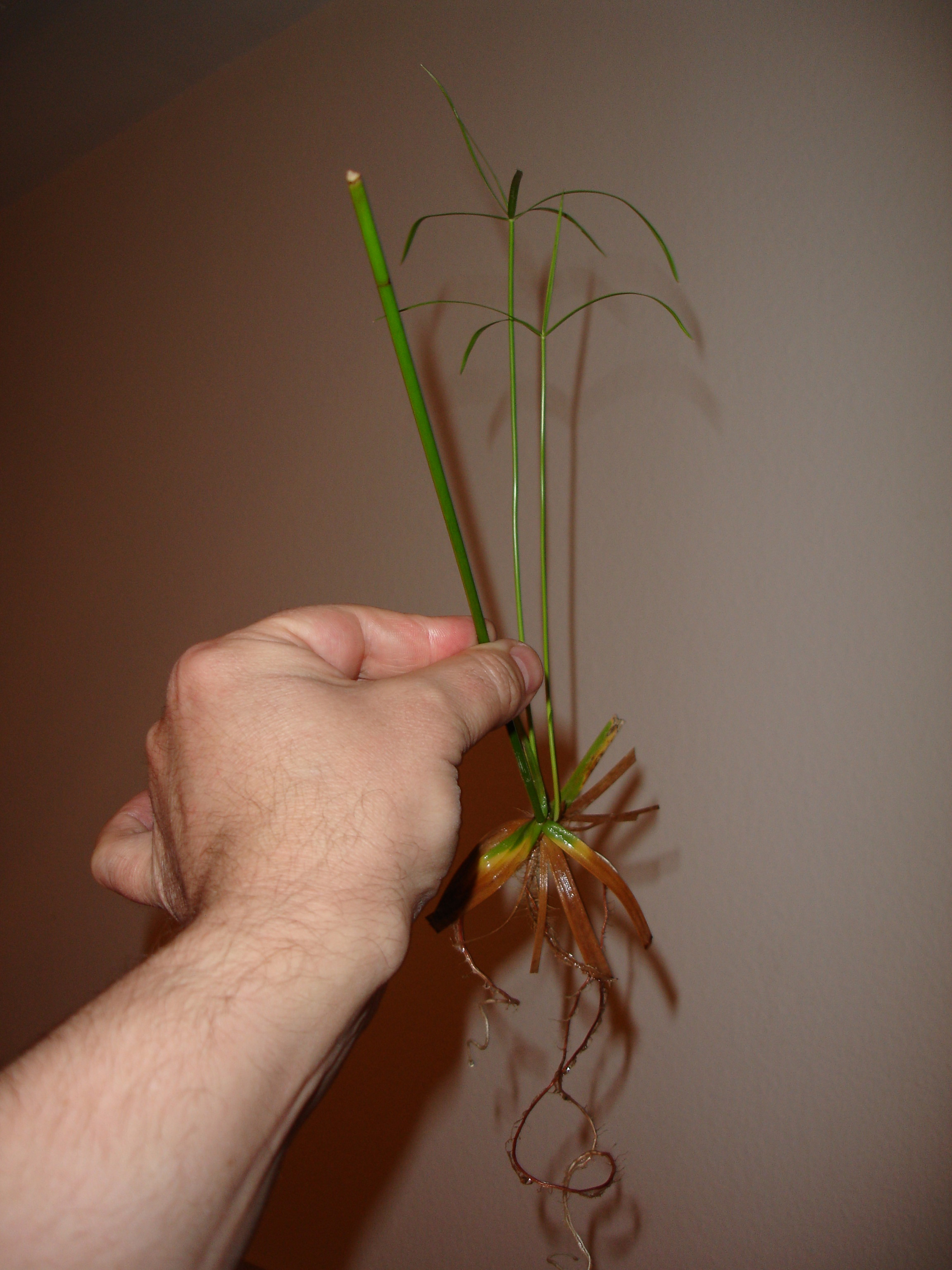

## Utilisations
Il est cultivé dans le monde entier comme plante d'eau ou d'appartement. Dans une culture en pot, il faut impérativement faire tremper la base du pot dans une soucoupe remplie d’eau.
Dans les régions à climat doux, il se cultive en situation immergée avec les pieds dans l’eau. Ailleurs, le cultiver dans des potées partiellement immergées dans des pots que l’on rentre l’hiver.
Une variété naine à feuillage fin, Cyperus alternifolius 'Zumula' est commercialisée comme herbe à chat.
Les Malgaches utilisent la paille de ce souchet pour confectionner des chapeaux, nattes et paillassons.

## Caractère invasif

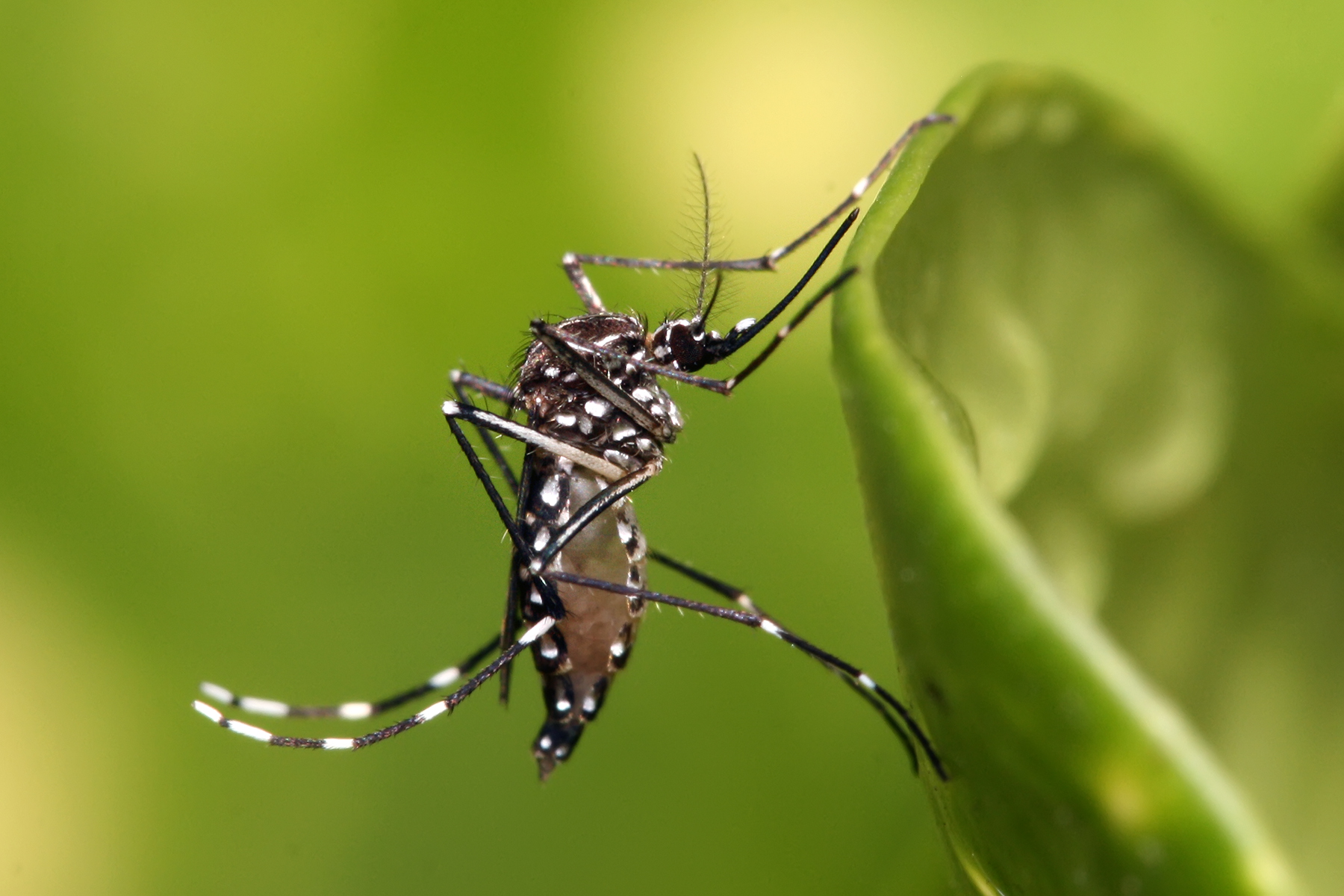
L'introduction de Cyperus alternifolius en milieu naturel peut conduire au développement de populations de moustiques.

La prolifération de cette espèce au bord des cours d'eau est susceptible de provoquer des envasements, conduisant à leur tour à des inondations ou des gîtes larvaires pour les moustiques. En Nouvelle-Calédonie, où elle a été introduite en 1912 comme plante d'ornement, elle est considérée comme une plante envahissante. Son transport, sa commercialisation, sa cession et son introduction dans le milieu naturel sont réglementés.